# Gressier

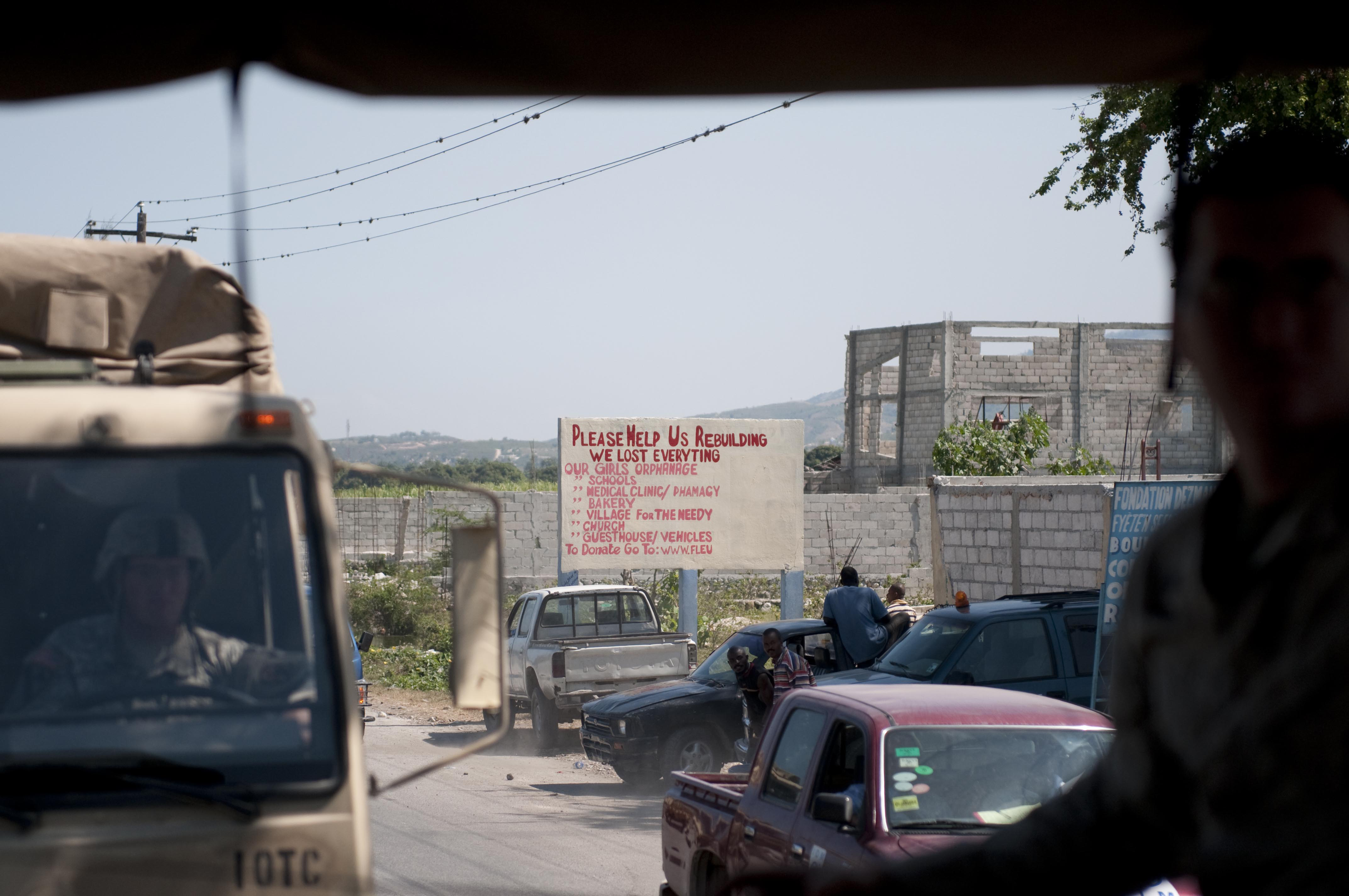
US Navy 100207-N-5712P-053 Earthquake survivors post signs around Haiti requesting aid after a 7.0 magnitude earthquake caused severe damage in and around Port-au-Prince, Haiti Jan.

Gressier este o comună din arondismentul Port-au-Prince, departamentul Ouest, Haiti, cu o suprafață de 92,31 km2 și o populație de 33.152 locuitori (2009).